# Frankfurter Sinfoniker

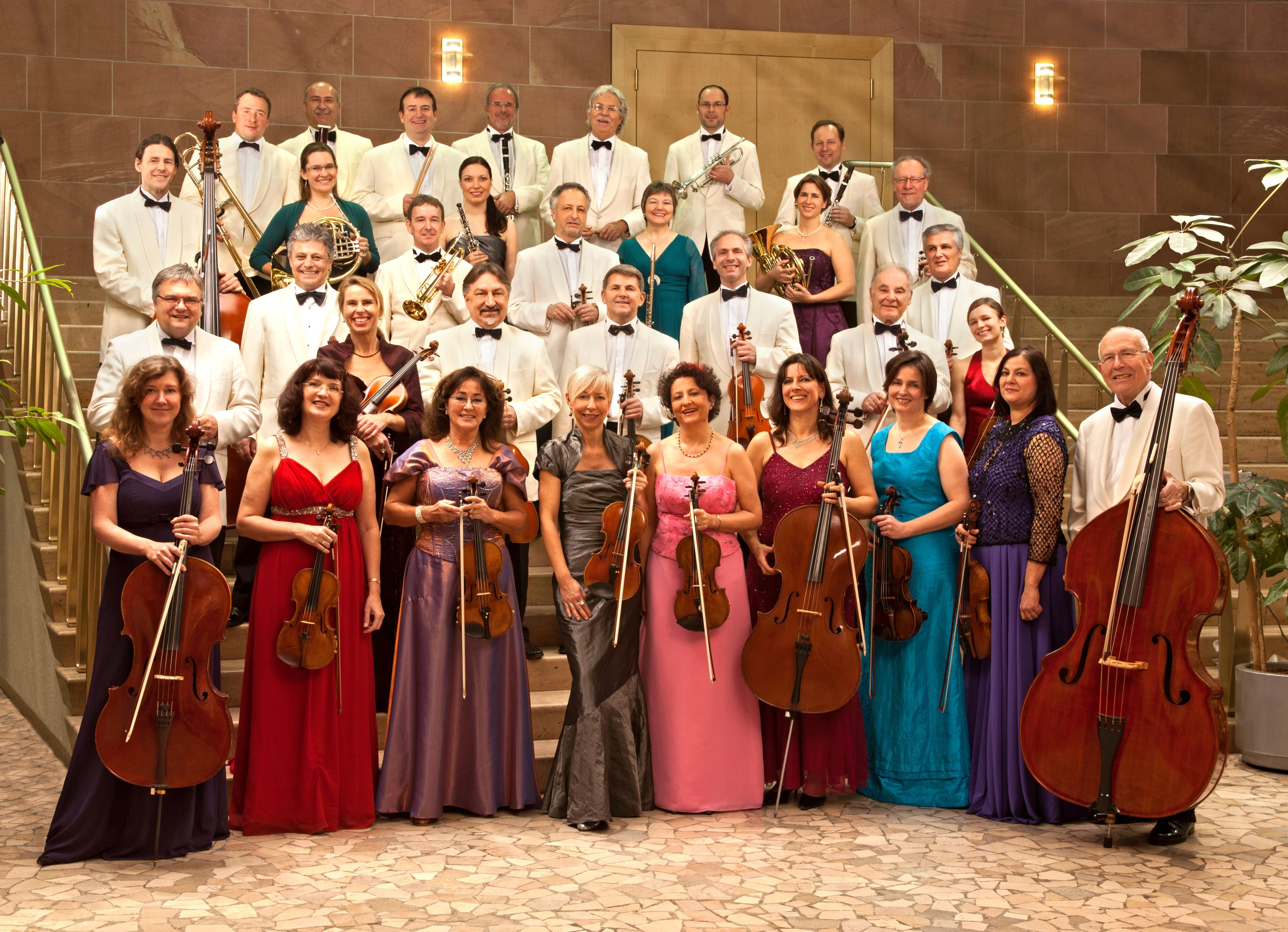
Frankfurter Sinfoniker / Johann-Strauß-Orchester Frankfurt

Die Frankfurter Sinfoniker, auch Johann-Strauß-Orchester Frankfurt, ist ein Klangkörper aus Frankfurt am Main. Er wurde 1986 von dem ehemaligen Bratschisten des hr-Rundfunkorchester Günther Gräf gegründet, der es bis 2008 auch selbst geleitet hat. Hinter der Gründung dieses Klangkörpers stand die Idee, über ein Orchester zu verfügen, das zum einen den vielfältigen und unterschiedlichen kulturellen Anforderungen der Konzertveranstalter gerecht wird und zum anderen die notwendige künstlerische und technische Qualität zur Darbietung höchst anspruchsvoller Musik besitzt. 
Bei einer Stammbesetzung von in der Regel mehr oder weniger als 35 Instrumentalsolisten setzt sich das Orchester aus einem verfügbaren Pool von Musikerinnen und Musikern in wechselnder Besetzung aus den Opernhäusern des Rhein-Main-Gebietes und der Metropolregion Rhein-Neckar zusammen. Sein breit gefächertes Repertoire reicht von der klassischen Musik über Musicals bis zur Filmmusik, der „leichten Muse“ und zu Pop und Rock. Für Veranstaltungen in einem kleineren Rahmen rundet das Johann-Strauß-Ensemble Frankfurt mit einer Besetzung ab fünf Instrumentalisten das musikalische Angebot der Frankfurter Sinfoniker ab.
In den Jahren seines Bestehens gab eine Vielzahl von bekannten Gesangssolistinnen ihre Visitenkarte bei dem Orchester ab. Dazu zählten Deborah Lynn Cole, Gail Gilmore, Ingeborg Hallstein, Melanie Holliday, Renate Holm, Anna Maria Kaufmann, Angelika Milster, Regina Renzowa, Carry Sass, Deborah Sasson, Helen Schneider, Margit Schramm und Weltstar Sumi Jo. Aber auch so renommierte Sänger wie Volker Bengl, Gunther Emmerlich, Manfred Fink, Nicolai Gedda, Heinz Hoppe, Johannes Kalpers, René Kollo, Peter Minich, Keith Ikaia-Purdy, Peter Seiffert, Harald Serafin, Günter Wewel, Eike Wilm Schulte und nicht zuletzt Udo Jürgens konnte das Orchester von Fall zu Fall verpflichten.
Auf Neujahrs-, Frühlings-, Openair-, Weihnachts- und Silvesterkonzerten, sowie mit Opern-, Operetten-, Musical-, Broadway- und Filmmusik bis hin zur Umrahmung von Veranstaltungen jeglicher Art, gelingt es dem Frankfurter Klangkörper, sein Publikum immer wieder zu begeistern.
Höhepunkte des Orchesters bildete eine Spanientournee 1992, ein vom Fernsehen 1998 übertragenes Konzert mit Udo Jürgens und zwei Konzerttourneen 2006 und 2007 nach Seoul in Süd-Korea.
Das Dirigat liegt in den Händen wechselnder Dirigenten, wobei man insbesondere Witolf Werner und Volker Christ in dieser Verantwortung sehen kann, während Heinz Ecker, ein Wirtschafts- und promovierter Musikwissenschaftler, als Spiritus Rector und Geschäftsführer für die Interessen des Klangkörpers zuständig ist.

## Diskographie
- Zauber der Musik / Eigenverlag
- Vom Ku'damm zum Broadway / Eigenverlag